# Scherocumella malayensis
Scherocumella malayensis är en kräftdjursart som beskrevs av Petrescu 1997. Scherocumella malayensis ingår i släktet Scherocumella och familjen Nannastacidae. Inga underarter finns listade i Catalogue of Life.